# Erythroplatys
Erythroplatys är ett släkte av skalbaggar. Erythroplatys ingår i familjen långhorningar.
Kladogram enligt Catalogue of Life:
| Erythroplatys | \| \| Erythroplatys cardinalis \| \| \| \| \| \| Erythroplatys corallifer \| \| \| \| \| \| Erythroplatys rugosus \| \| \| \| \| \| Erythroplatys simulator \| \| \| \| |
|               | \| \| Erythroplatys cardinalis \| \| \| \| \| \| Erythroplatys corallifer \| \| \| \| \| \| Erythroplatys rugosus \| \| \| \| \| \| Erythroplatys simulator \| \| \| \| |
|               | Erythroplatys cardinalis |
|               | |
|               | Erythroplatys corallifer |
|               | |
|               | Erythroplatys rugosus |
|               | |
|               | Erythroplatys simulator |
|               | |